# Łukasz Bejger
Łukasz Bejger, né le 11 janvier 2002 à Golub-Dobrzyń en Pologne, est un footballeur polonais qui évolue au poste de défenseur central au NK Celje.

## Biographie

### En club
Né à Golub-Dobrzyń en Pologne, Łukasz Bejger est formé par le KS Piłkarz puis le Lech Poznań avant de rejoindre l'Angleterre lors de l'été 2018 à l'âge de 16 ans, en s'engageant avec Manchester United. Il est alors également courtisé par le rival Manchester City mais préfère rejoindre les Red Devils.
Le 23 janvier 2021, il fait son retour en Pologne en s'engageant avec le Śląsk Wrocław. Il joue son premier match en professionnel avec cette équipe, le 28 février 2021, lors d'une rencontre de championnat face au Pogoń Szczecin. Il est titularisé et son équipe l'emporte par deux buts à un.
Le 31 janvier 2025, lors du mercato hivernal, Łukasz Bejger rejoint la Slovénie afin de s'engager en faveur du NK Celje pour un contrat courant jusqu'en juin 2027.

### En sélection
Łukasz Bejger représente l'équipe de Pologne des moins de 17 ans de 2018 à 2019, pour un total de onze matchs joués, tous en tant que titulaire.
Łukasz Bejger joue son premier match avec l'équipe de Pologne espoirs le 3 septembre 2021 contre la Lettonie. Il est titulaire et son équipe l'emporte par six deux à zéro. Bejger inscrit son premier but avec les espoirs le 12 octobre 2021 contre Saint-Marin. Titularisé, il participe à la victoire de son équipe par trois buts à zéro. Le 16 novembre 2021, Bejger marque son deuxième but en espoirs, contre la Lettonie. Auteur du deuxième but de son équipe de la tête sur un service de Michał Skóraś, il participe à la victoire des siens par cinq buts à zéro.